# Lijst van rijksmonumenten in Doesburg
De stad Doesburg telt 158 inschrijvingen in het rijksmonumentenregister. Hieronder een overzicht. 
| Object | Oorspronkelijke functie?  | Bouwjaar                                               | Architect           | Locatie                                 | Coördinaten?                | Nr.?   | Afbeelding                                                                                        |
| --- | ------------------------- | ------------------------------------------------------ | ------------------- | --------------------------------------- | --------------------------- | ------ | ------------------------------------------------------------------------------------------------- |
| Herenhuis onder zadeldak tussen puntgevels met vlechtingen                                                                                     | Woonhuis                  | 17e eeuw                                               |                     | Bergstraat 5                            | 52° 0' 55" NB, 6° 8' 12" OL | 12935  | Meer afbeeldingen                                                                                 |
| Huis met enkel begane grond en hoog zadeldak tussen puntgevels met vlechtingen en topschoorstenen                                              | Woonhuis                  | Late middeleeuwen                                      |                     | Bergstraat 8                            | 52° 0' 55" NB, 6° 8' 11" OL | 12936  | Huis met enkel begane grond en hoog zadeldak tussen puntgevels met vlechtingen en topschoorstenen |
| Herenhuis met schilddak, waarin dakkapellen, deuromlijsting met pilasters                                                                      | Woonhuis                  | eerste helft 19e eeuw                                  |                     | Bergstraat 9                            | 52° 0' 55" NB, 6° 8' 12" OL | 12937  | Meer afbeeldingen                                                                                 |
| Pand met gepleisterde trapgevel | Woonhuis                  | eerste helft 17e eeuw                                  |                     | Bergstraat 17                           | 52° 0' 55" NB, 6° 8' 13" OL | 12938  | Meer afbeeldingen                                                                                 |
| Pand met sterk gerestaureerde trapgevel | Woonhuis                  | 1611                                                   |                     | Bergstraat 43                           | 52° 0' 53" NB, 6° 8' 17" OL | 12939  | Meer afbeeldingen                                                                                 |
| Laat-gotisch dwarshuis met zadeldak tussen trappen met ezelsrugafdekkingen                                                                     | Woonhuis                  | eerste helft 19e eeuw                                  |                     | Bergstraat 69                           | 52° 0' 51" NB, 6° 8' 19" OL | 12940  | Meer afbeeldingen                                                                                 |
| Pand met binnenpui | Woonhuis                  | 1614                                                   |                     | Bergstraat 40                           | 52° 0' 53" NB, 6° 8' 16" OL | 12941  | Meer afbeeldingen                                                                                 |
| Door een diep erf van de straat gescheiden pand met half schilddak en gepleisterde lijstgevel                                                  | Woonhuis                  | mogelijk 16e eeuw                                      |                     | Boekholtstraat 11                       | 52° 0' 52" NB, 6° 8' 9" OL  | 12942  | Door een diep erf van de straat gescheiden pand met half schilddak en gepleisterde lijstgevel     |
| Door een diep erf van de straat gescheiden pand onder zadeldak tussen puntgevels                                                               | Woonhuis                  | mogelijk 15e eeuw                                      |                     | Boekholtstraat 13                       | 52° 0' 52" NB, 6° 8' 10" OL | 12943  | Meer afbeeldingen                                                                                 |
| Pand met verdieping onder met blauwe Friese pannen gedekt omlopend schilddak                                                                   | Woonhuis                  | derde kwart 19e eeuw                                   |                     | Burgemeester Flugi van Aspermontlaan 2  | 52° 1' 4" NB, 6° 7' 53" OL  | 12944  | Pand met verdieping onder met blauwe Friese pannen gedekt omlopend schilddak                      |
| Pand onder hoog schilddak achter lijstgevel, waarin Empireramen                                                                                | Woonhuis                  | mogelijk 17e eeuw                                      |                     | Philip Gastelaarsstraat 1               | 52° 0' 54" NB, 6° 7' 60" OL | 12945  | Meer afbeeldingen                                                                                 |
| Pakhuis achter gepleisterde lijstgevel met hijsbalk                                                                                            | Werk-woonhuis             | mogelijk 18e eeuw                                      |                     | Philip Gastelaarsstraat 3               | 52° 0' 54" NB, 6° 7' 60" OL | 12946  | Meer afbeeldingen                                                                                 |
| Pand onder schilddak met kroonlijst | Woonhuis                  | mogelijk 16e eeuw                                      |                     | Philip Gastelaarsstraat 7               | 52° 0' 55" NB, 6° 7' 60" OL | 12947  | Meer afbeeldingen                                                                                 |
| Pand met enkel begane grond en hoog, dwars schilddak, waarin twee dakkapellen met frontons                                                     | Woonhuis                  | eerste kwart 19e eeuw                                  |                     | Philip Gastelaarsstraat 9               | 52° 0' 55" NB, 6° 7' 60" OL | 12948  | Meer afbeeldingen                                                                                 |
| Pand met gepleisterde lijstgevel | Woonhuis                  | vierde kwart 18e eeuw                                  |                     | Philip Gastelaarsstraat 15              | 52° 0' 56" NB, 6° 7' 60" OL | 12949  | Meer afbeeldingen                                                                                 |
| Herenhuis met gevel met vlechtingen en gepleisterde gevel onder rechte lijst                                                                   | Woonhuis                  | 19e eeuw                                               |                     | Philip Gastelaarsstraat 17              | 52° 0' 56" NB, 6° 7' 59" OL | 12950  | Meer afbeeldingen                                                                                 |
| Herenhuis met oud zadeldak, waarin dakkapel met fronton en met gevel onder rechte lijst                                                        | Woonhuis                  | eerste helft 19e eeuw                                  |                     | Philip Gastelaarsstraat 19              | 52° 0' 57" NB, 6° 7' 59" OL | 12951  | Meer afbeeldingen                                                                                 |
| In oorsprong laat-middeleeuws pand onder oud schilddak en met voorgevel                                                                        | Woonhuis                  | late middeleeuwen (oorsprong)                          |                     | Gasthuisstraat 1                        | 52° 0' 55" NB, 6° 8' 5" OL  | 12952  | Meer afbeeldingen                                                                                 |
| Huisje van parterre en zolderverdieping met schilddak                                                                                          | Woonhuis                  | 19e eeuw                                               |                     | Gasthuisstraat bij 1                    | 52° 0' 55" NB, 6° 8' 5" OL  | 12953  | Meer afbeeldingen                                                                                 |
| Diep pand met gepleisterde gevel onder rechte lijst en empireramen                                                                             | Werk-woonhuis             | mogelijk 17e eeuw (pand) eerste helft 19e eeuw (lijst) |                     | Gasthuisstraat 3                        | 52° 0' 55" NB, 6° 8' 5" OL  | 12954  | Meer afbeeldingen                                                                                 |
| Gasthuiskerk | Kerk en kerkonderdeel     | eer                                                    |                     | Gasthuisstraat 41                       | 52° 0' 56" NB, 6° 8' 9" OL  | 12955  | Meer afbeeldingen                                                                                 |
| Pand onder schilddak met dakkapel | Woonhuis                  | tweede kwart 19e eeuw                                  |                     | Gasthuisstraat 7                        | 52° 0' 55" NB, 6° 8' 6" OL  | 12956  | Meer afbeeldingen                                                                                 |
| Pand onder zadeldak tussen puntgevels | Woonhuis                  | mogelijk 16e eeuw (pand) eerste helft 19e eeuw (lijst) |                     | Gasthuisstraat 9                        | 52° 0' 55" NB, 6° 8' 6" OL  | 12957  | Meer afbeeldingen                                                                                 |
| Pand onder schilddak en met gevel onder rechte lijst                                                                                           | Woonhuis                  |                                                        |                     | Gasthuisstraat 11                       | 52° 0' 55" NB, 6° 8' 7" OL  | 12958  | Meer afbeeldingen                                                                                 |
| Gasthuishofje | Sociale zorg, liefdadigh. | ca. 1800 en later                                      |                     | Gasthuisstraat 21                       | 52° 0' 56" NB, 6° 8' 7" OL  | 12959  | Meer afbeeldingen                                                                                 |
| Pand waarvan de deur omlijst is door gecanneleerde pilasters                                                                                   | Woonhuis                  | mogelijk 18e eeuw (pand) 19e eeuw (lijstgevel)         |                     | Gasthuisstraat 4                        | 52° 0' 54" NB, 6° 8' 5" OL  | 12960  | Meer afbeeldingen                                                                                 |
| Woonhuis | Woonhuis                  | mogelijk 16e eeuw (huis)                               |                     | Gasthuisstraat 6                        | 52° 0' 54" NB, 6° 8' 5" OL  | 12961  | Meer afbeeldingen                                                                                 |
| Pand onder hoog schilddak en met gepleisterde gevel onder rechte lijst                                                                         | Woonhuis                  | eerste kwart 19e eeuw                                  |                     | Gasthuisstraat 8                        | 52° 0' 54" NB, 6° 8' 6" OL  | 12962  | Meer afbeeldingen                                                                                 |
| Dwarshuis van parterre en verdieping met zadeldak                                                                                              | Woonhuis                  |                                                        |                     | Gasthuisstraat 10                       | 52° 0' 54" NB, 6° 8' 6" OL  | 12963  | Dwarshuis van parterre en verdieping met zadeldak                                                 |
| Pand met hoog schilddak en aan de achterzijde nog de oorspronkelijke topgevel                                                                  | Woonhuis                  | mogelijk eerste kwart 17e eeuw                         |                     | Gasthuisstraat 18                       | 52° 0' 55" NB, 6° 8' 8" OL  | 12964  | Meer afbeeldingen                                                                                 |
| Huis ter breedte van zes vakken | Werk-woonhuis             | late middeleeuwen                                      |                     | Gasthuisstraat 20                       | 52° 0' 55" NB, 6° 8' 8" OL  | 12965  | Meer afbeeldingen                                                                                 |
| Laat-gotisch huis met aan de achterzijde een trapgevel met ezelsrugafdekkingen en aan de voorzijde een gevel onder rechte lijst                | Woonhuis                  | midden 19e eeuw                                        |                     | Gasthuisstraat 22                       | 52° 0' 55" NB, 6° 8' 9" OL  | 12966  | Meer afbeeldingen                                                                                 |
| Oude stadsboerderij | Boerderij                 | mogelijk 15e eeuw (oorsprong)                          |                     | Heiligegeeststeeg 3                     | 52° 0' 58" NB, 6° 7' 56" OL | 12967  | Oude stadsboerderij                                                                               |
| Huis met gepleisterde en gewijzigde trapgevel met sierankers                                                                                   | Woonhuis                  | mogelijk 16e eeuw                                      |                     | Herenstraat 2                           | 52° 0' 54" NB, 6° 8' 9" OL  | 12968  | Meer afbeeldingen                                                                                 |
| Op het Trepken | Woonhuis                  | late middeleeuwen                                      |                     | Herenstraat 16                          | 52° 0' 53" NB, 6° 8' 9" OL  | 12969  | Meer afbeeldingen                                                                                 |
| Pand, thans in gebruik als kerk | Woonhuis                  | tweede kwart 17e eeuw (muurankers)                     |                     | Herenstraat 22                          | 52° 0' 52" NB, 6° 8' 10" OL | 12970  | Meer afbeeldingen                                                                                 |
| Weduwenhuis of Het Arme Klerckenhuis | Sociale zorg, liefdadigh. | mogelijk 16e eeuw                                      |                     | Hogestraat 3                            | 52° 0' 58" NB, 6° 8' 4" OL  | 12971  | Meer afbeeldingen                                                                                 |
| Hoekpand ter breedte van vijf vensters en onder omlopend schilddak, waarin vijf dakvensters met frontons                                       | Woonhuis                  | midden 19e eeuw                                        |                     | Kerkstraat 1                            | 52° 0' 54" NB, 6° 8' 4" OL  | 12972  | Meer afbeeldingen                                                                                 |
| Diep pand onder schilddak en met eenvoudige, zwaar gerestaureerde trapgevel                                                                    | Woonhuis                  | 17e eeuw                                               |                     | Kerkstraat 9                            | 52° 0' 53" NB, 6° 8' 5" OL  | 12973  | Meer afbeeldingen                                                                                 |
| Voormalige Commandeurshuis van de Duitse Orde. Geheel                                                                                          | Militair verblijfsgebouw  | tweede kwart 16e eeuw                                  |                     | Kerkstraat 11                           | 52° 0' 53" NB, 6° 8' 8" OL  | 12974  | Voormalige Commandeurshuis van de Duitse Orde. Geheel                                             |
| Pand onder dwars schilddak, dat rechts aansluit tegen een puntgevel                                                                            | Woonhuis                  | mogelijk 15e-16e eeuw                                  |                     | Kerkstraat 17                           | 52° 0' 52" NB, 6° 8' 6" OL  | 12975  | Meer afbeeldingen                                                                                 |
| Pand onder dwars zadeldak, waarin dakkapel met fronton                                                                                         | Werk-woonhuis             | 16e-17e eeuw                                           |                     | Kerkstraat 19                           | 52° 0' 52" NB, 6° 8' 7" OL  | 12976  | Meer afbeeldingen                                                                                 |
| Pand onder hoog dwars zadeldak tussen puntgevels                                                                                               | Werk-woonhuis             | mogelijk 16e eeuw                                      |                     | Kerkstraat 21                           | 52° 0' 52" NB, 6° 8' 6" OL  | 12977  | Meer afbeeldingen                                                                                 |
| Huis onder schilddak, waarin dakkapel met gebogen fronton                                                                                      | Woonhuis                  | mogelijk 15e-16e eeuw                                  |                     | Kerkstraat 41                           | 52° 0' 50" NB, 6° 8' 8" OL  | 12978  | Meer afbeeldingen                                                                                 |
| Pand met hoog schilddak en aan de achterzijde een trapgevel met ezelsrugafdekkingen                                                            | Woonhuis                  | mogelijk 15e eeuw                                      |                     | Kerkstraat 51                           | 52° 0' 49" NB, 6° 8' 9" OL  | 12979  | Meer afbeeldingen                                                                                 |
| Belangrijk hoekpand | Woonhuis                  | tweede helft 16e eeuw                                  |                     | Kerkstraat 2                            | 52° 0' 53" NB, 6° 8' 3" OL  | 12980  | Meer afbeeldingen                                                                                 |
| Grote of Martinikerk | Kerk en kerkonderdeel     | 16e eeuw                                               |                     | Kerkstraat 4                            | 52° 0' 52" NB, 6° 8' 2" OL  | 12981  | Meer afbeeldingen                                                                                 |
| Kerktoren Grote of Martinikerk | Kerk en kerkonderdeel     |                                                        |                     | Kerkstraat 4                            | 52° 0' 52" NB, 6° 8' 1" OL  | 12982  | Meer afbeeldingen                                                                                 |
| Statig herenhuis | Woonhuis                  | eerste kwart 19e eeuw                                  |                     | Kloosterstraat 5                        | 52° 0' 48" NB, 6° 8' 6" OL  | 12983  | Meer afbeeldingen                                                                                 |
| Grote convent | Klooster, kloosteronderdl | vermoedelijk 1434 (eerste vermelding)                  |                     | Kloosterstraat 15                       | 52° 0' 48" NB, 6° 8' 3" OL  | 12984  | Meer afbeeldingen                                                                                 |
| Laat-gotisch huis | Woonhuis                  | mogelijk 16e eeuw                                      |                     | Kloosterstraat 22                       | 52° 0' 49" NB, 6° 8' 2" OL  | 12985  | Meer afbeeldingen                                                                                 |
| Laatgotisch dwarshuis met zadeldak, tussen trapgevels met ezelsrugafdekkingen                                                                  | Horeca                    | eerste kwart 16e eeuw                                  |                     | Koepoortstraat 1                        | 52° 0' 55" NB, 6° 8' 2" OL  | 12986  | Meer afbeeldingen                                                                                 |
| Pand met eenvoudige lijstgevel | Woonhuis                  | tweede kwart 19e eeuw                                  |                     | Koepoortstraat 3                        | 52° 0' 55" NB, 6° 8' 1" OL  | 12987  | Meer afbeeldingen                                                                                 |
| Pand onder hoog schilddak | Woonhuis                  | 1606 (jaartalankers)                                   |                     | Koepoortstraat 9                        | 52° 0' 55" NB, 6° 8' 1" OL  | 12988  | Meer afbeeldingen                                                                                 |
| Pand onder schilddak, waarin dakvenster met fronton en vleugelstukken                                                                          | Woonhuis                  | midden 19e eeuw                                        |                     | Koepoortstraat 15                       | 52° 0' 56" NB, 6° 8' 1" OL  | 12989  | Meer afbeeldingen                                                                                 |
| Pand met eenvoudige, geverfde gevel onder rechte lijst                                                                                         | Woonhuis                  | eerste helft 19e eeuw                                  |                     | Koepoortstraat 23                       | 52° 0' 58" NB, 6° 7' 58" OL | 12990  | Meer afbeeldingen                                                                                 |
| Pand onder zeer hoog schilddak | Werk-woonhuis             | mogelijk 16e eeuw                                      |                     | Koepoortstraat 25                       | 52° 0' 58" NB, 6° 7' 58" OL | 12991  | Meer afbeeldingen                                                                                 |
| Deftig herenhuis onder dwars schilddak met dakvensters en hoekschoorstenen                                                                     | Woonhuis                  | derde kwart 19e eeuw                                   |                     | Koepoortstraat 27                       | 52° 0' 59" NB, 6° 7' 58" OL | 12992  | Meer afbeeldingen                                                                                 |
| Pand met aan de voorzijde een trapgevel en aan de achterzijde een gepleisterde puntgevel                                                       | Woonhuis                  | 1649                                                   |                     | Koepoortstraat 29                       | 52° 0' 59" NB, 6° 7' 58" OL | 12993  | Meer afbeeldingen                                                                                 |
| Pand met aan de voorzijde een trapgevel van hetzelfde genre doch monumentaler dan nr 29 en aan de achterzijde een gepleisterde puntgevel       | Woonhuis                  | 1649                                                   |                     | Koepoortstraat 31                       | 52° 0' 59" NB, 6° 7' 57" OL | 12994  | Meer afbeeldingen                                                                                 |
| Hoekpand Heilige Geeststeeg onder langgerekt schilddak, waarin dakvenster met fronton                                                          | Woonhuis                  | derde kwart 19e eeuw                                   |                     | Koepoortstraat 33                       | 52° 0' 59" NB, 6° 7' 57" OL | 12995  | Meer afbeeldingen                                                                                 |
| Pand met statige lijstgevel op de hoek van de heilige geeststeeg                                                                               | Woonhuis                  | laatste kwart 18e eeuw                                 |                     | Koepoortstraat 35                       | 52° 0' 59" NB, 6° 7' 57" OL | 12996  | Meer afbeeldingen                                                                                 |
| Pand achter lijstgevel voorzien van gecanneleerde pilasters met hoofdgestel                                                                    | Woonhuis                  | 19e eeuw                                               |                     | Koepoortstraat 37                       | 52° 0' 60" NB, 6° 7' 56" OL | 12997  | Meer afbeeldingen                                                                                 |
| Statig hoekpand op de hoek van de koepoortwal                                                                                                  | Woonhuis                  | ca. 1800                                               |                     | Koepoortstraat 39                       | 52° 1' 0" NB, 6° 7' 56" OL  | 12998  | Meer afbeeldingen                                                                                 |
| Waag | Handel en kantoor         | 1947-1949 (voltooid)                                   | N. de Wolff (rest.) | Koepoortstraat 2                        | 52° 0' 54" NB, 6° 8' 4" OL  | 12999  | Meer afbeeldingen                                                                                 |
| Pand met eenvoudige lijstgevel | Woonhuis                  | tweede kwart 19e eeuw                                  |                     | Koepoortstraat 4                        | 52° 0' 55" NB, 6° 8' 4" OL  | 13000  | Meer afbeeldingen                                                                                 |
| Pand onder schilddak en met gepleisterde gevel onder rechte lijst                                                                              | Woonhuis                  | 1607 (jaartalankers)                                   |                     | Koepoortstraat 6                        | 52° 0' 55" NB, 6° 8' 3" OL  | 13001  | Meer afbeeldingen                                                                                 |
| Gepleisterde lijstgevel voor een ouder pand onder schilddak                                                                                    | Woonhuis                  | derde kwart 19e eeuw                                   |                     | Koepoortstraat 8                        | 52° 0' 55" NB, 6° 8' 3" OL  | 13002  | Meer afbeeldingen                                                                                 |
| Pand met laatgotische, bakstenen gevel, geleed door drie nissen met korfboogafdekkingen                                                        | Woonhuis                  | eerste helft 19e eeuw                                  |                     | Koepoortstraat 12                       | 52° 0' 55" NB, 6° 8' 3" OL  | 13003  | Meer afbeeldingen                                                                                 |
| Breed herenhuis van zes assen, parterre met verdieping, dwars schilddak                                                                        | Woonhuis                  | derde kwart 19e eeuw                                   |                     | Koepoortstraat 16                       | 52° 0' 56" NB, 6° 8' 2" OL  | 13004  | Meer afbeeldingen                                                                                 |
| Deftig woonhuis, in oorsprong | Werk-woonhuis             | 16e eeuw (oorsprong)                                   |                     | Koepoortstraat 20                       | 52° 0' 56" NB, 6° 8' 2" OL  | 13005  | Meer afbeeldingen                                                                                 |
| Pand ter breedte van vier vensterassen onder hoog, dwars schilddak, waarin dakvensters                                                         | Woonhuis                  | 17e eeuw                                               |                     | Koepoortstraat 24                       | 52° 0' 57" NB, 6° 8' 1" OL  | 13006  | Meer afbeeldingen                                                                                 |
| Laatgotische huis van het Nederrijnse type | Woonhuis                  | eerste kwart 19e eeuw (bouw) 1955 (rest.)              |                     | Koepoortstraat 26                       | 52° 0' 57" NB, 6° 8' 1" OL  | 13007  | Meer afbeeldingen                                                                                 |
| Pand onder hoog zadeldak met aan de achterzijde gepleisterde puntgevel                                                                         | Woonhuis                  | mogelijk 16e eeuw                                      |                     | Koepoortstraat 28                       | 52° 0' 57" NB, 6° 8' 1" OL  | 13008  | Meer afbeeldingen                                                                                 |
| Pand onder hoog, oud schilddak en met voorgevel met kroonlijst en geprofileerde, houten vensteromlijstingen                                    | Woonhuis                  | derde kwart 19e eeuw                                   |                     | Koepoortstraat 30                       | 52° 0' 58" NB, 6° 8' 1" OL  | 13009  | Meer afbeeldingen                                                                                 |
| Deftig herenhuis ter breedte van vier vensterassen en met dwars schilddak                                                                      | Woonhuis                  | tweede kwart 19e eeuw                                  |                     | Koepoortstraat 36                       | 52° 0' 58" NB, 6° 7' 60" OL | 13010  | Meer afbeeldingen                                                                                 |
| Herenhuis met een traditionele, aan het neoclassicisme ontleende gevelopbouw en ornamenten uitgevoerd in Neo-Lodewijk XV-stijl                 | Woonhuis                  | 1871                                                   |                     | Koepoortstraat 40                       | 52° 0' 59" NB, 6° 7' 60" OL | 513142 | Meer afbeeldingen                                                                                 |
| Dwarshuis van alleen begane-grond met hoog, dwars schilddak, waarop hoekschoorstenen                                                           | Woonhuis                  | derde kwart 19e eeuw                                   |                     | Koepoortstraat 42                       | 52° 0' 60" NB, 6° 7' 59" OL | 13011  | Meer afbeeldingen                                                                                 |
| Voormalig kantongerecht | Woonhuis                  | ca. 1800                                               |                     | Koepoortstraat 44                       | 52° 0' 60" NB, 6° 7' 59" OL | 13012  | Meer afbeeldingen                                                                                 |
| Pand met eenvoudige lijstgevel waarin deurpartij met jonische pilasters, schuiframen uit de bouwtijd en kroonlijst met triglyphen en metopen   | Woonhuis                  | 19e eeuw                                               |                     | Koepoortstraat 46                       | 52° 1' 0" NB, 6° 7' 58" OL  | 13013  | Meer afbeeldingen                                                                                 |
| Laat gotisch pand, onder een zadeldak met de nummers 13 en 15                                                                                  | Woonhuis                  | derde kwart 16e eeuw                                   |                     | Koetsveldstraat 11                      | 52° 0' 54" NB, 6° 7' 57" OL | 13015  | Meer afbeeldingen                                                                                 |
| Laat gotisch pand, onder een zadeldak met de nummers 11 en 15                                                                                  | Woonhuis                  | derde kwart 16e eeuw                                   |                     | Koetsveldstraat 13                      | 52° 0' 54" NB, 6° 7' 57" OL | 13016  | Meer afbeeldingen                                                                                 |
| Laat gotisch pand, onder een zadeldak met de nummers 11 en 13                                                                                  | Woonhuis                  |                                                        |                     | Koetsveldstraat 15                      | 52° 0' 55" NB, 6° 7' 57" OL | 13017  | Meer afbeeldingen                                                                                 |
| Pand thans als pakhuis in gebruik, met puntgevel met vlechtingen en zijstukken met ezelsrugafdekkingen                                         | Woonhuis                  | mogelijk 16e eeuw                                      |                     | Kosterstraat 9                          | 52° 0' 49" NB, 6° 8' 4" OL  | 13018  | Meer afbeeldingen                                                                                 |
| Complex bestaande uit drie gedeelten | Woonhuis                  | 16e eeuw en later                                      |                     | Kosterstraat 19                         | 52° 0' 50" NB, 6° 8' 3" OL  | 13019  | Meer afbeeldingen                                                                                 |
| Pand van alleen begane-grond met hoog zadeldak tussen puntgevels met vlechtingen                                                               | Woonhuis                  | mogelijk 17e eeuw                                      |                     | Kosterstraat 25                         | 52° 0' 50" NB, 6° 8' 1" OL  | 13020  | Meer afbeeldingen                                                                                 |
| Boerderij van alleen begane-grond onder zadeldak en met in de gepleisterde gevel                                                               | Boerderij                 | mogelijk 18e eeuw                                      |                     | Kosterstraat 27                         | 52° 0' 50" NB, 6° 8' 1" OL  | 13021  | Meer afbeeldingen                                                                                 |
| Breed patriciershuis | Woonhuis                  | 18e eeuw                                               |                     | Kosterstraat 35                         | 52° 0' 51" NB, 6° 7' 59" OL | 13022  | Meer afbeeldingen                                                                                 |
| Pand onder hoog schilddak | Woonhuis                  | mogelijk 16e eeuw                                      |                     | Kosterstraat 4                          | 52° 0' 50" NB, 6° 8' 6" OL  | 13023  | Meer afbeeldingen                                                                                 |
| Pand met gave empire gevel van begane-grond met kap                                                                                            | Woonhuis                  |                                                        |                     | Kosterstraat 20                         | 52° 0' 50" NB, 6° 8' 2" OL  | 13024  | Pand met gave empire gevel van begane-grond met kap                                               |
| Vervallen huis van het laat-gotische nederrijnse type met hoog zadeldak                                                                        | Werk-woonhuis             | 17e-19e eeuw                                           |                     | Kosterstraat 36-38                      | 52° 0' 52" NB, 6° 7' 59" OL | 13025  | Meer afbeeldingen                                                                                 |
| Hekpijlers | Begraafplaats en -onderdl |                                                        |                     | Kraakselaan bij 22A                     | 52° 0' 48" NB, 6° 8' 34" OL | 13026  | Hekpijlers                                                                                        |
| Pand met gepleisterde en verknoeide trapgevel                                                                                                  | Woonhuis                  | 17e eeuw                                               |                     | Markt 11                                | 52° 0' 51" NB, 6° 8' 4" OL  | 13027  | Meer afbeeldingen                                                                                 |
| Hoekpand met gewijzigde trapgevel en aan de achterzijde gepleisterde puntgevel met tweelichtskozijnen en zaagtandfries                         | Woonhuis                  | 17e eeuw                                               |                     | Markt 13                                | 52° 0' 51" NB, 6° 8' 3" OL  | 13028  | Meer afbeeldingen                                                                                 |
| Pand met trapgevel waarvan de trapafdekkingen gewijzigd zijn en de zoldervensters een roedenverdeling in 18e-eeuwse stijl hebben               | Werk-woonhuis             | 17e eeuw                                               |                     | Meipoortstraat 37                       | 52° 0' 50" NB, 6° 8' 14" OL | 13029  | Meer afbeeldingen                                                                                 |
| Gepleisterde puntgevel met topsieranker | Woonhuis                  | 17e eeuw                                               |                     | Meipoortstraat 39                       | 52° 0' 50" NB, 6° 8' 15" OL | 13030  | Meer afbeeldingen                                                                                 |
| Pand met gepleisterde trapgevel | Werk-woonhuis             | 1623 (jaartalankers)                                   |                     | Meipoortstraat 41                       | 52° 0' 50" NB, 6° 8' 15" OL | 13031  | Meer afbeeldingen                                                                                 |
| Pand onder hoog schilddak en met gepleisterde gevel onder rechte lijst                                                                         | Woonhuis                  | eerste helft 19e eeuw                                  |                     | Meipoortstraat 43A                      | 52° 0' 50" NB, 6° 8' 15" OL | 13032  | Meer afbeeldingen                                                                                 |
| Belangrijk laat-gotisch pand op de hoek van de Bergstraat                                                                                      | Werk-woonhuis             | 15e-16e eeuw                                           |                     | Meipoortstraat 59                       | 52° 0' 51" NB, 6° 8' 17" OL | 13033  | Meer afbeeldingen                                                                                 |
| Pand met achterbouw | Woonhuis                  | 1851 (steentje)                                        |                     | Meipoortstraat 61                       | 52° 0' 51" NB, 6° 8' 19" OL | 13034  | Meer afbeeldingen                                                                                 |
| Dwarshuis met zadeldak tussen een puntgevel, en aan de zandbergstraat, een in- en uitgezwenkte gevel met zaagtandlijst, muurankers en hijsbalk | Woonhuis                  | 17e eeuw                                               |                     | Meipoortstraat 32                       | 52° 0' 49" NB, 6° 8' 14" OL | 13036  | Meer afbeeldingen                                                                                 |
| Pand met gecementeerde trapgevel met op de toppilaster een sieranker                                                                           | Woonhuis                  | eerste helft 17e eeuw                                  |                     | Meipoortstraat 56                       | 52° 0' 50" NB, 6° 8' 18" OL | 13037  | Pand met gecementeerde trapgevel met op de toppilaster een sieranker                              |
| Huis van alleen begane-grond met hoog schilddak, waarin twee dakkapellen                                                                       | Woonhuis                  |                                                        |                     | Nieuwstraat 5                           | 52° 1' 0" NB, 6° 8' 6" OL   | 13038  | Meer afbeeldingen                                                                                 |
| Huis van souterrain en parterre met schilddak, waarin twee dakkapellen met gebogen frontons en vleugelstukken                                  | Woonhuis                  | eerste kwart 19e eeuw                                  |                     | Nieuwstraat 9                           | 52° 1' 1" NB, 6° 8' 5" OL   | 13039  | Meer afbeeldingen                                                                                 |
| Huis van souterrain en parterre met schilddak, waarin twee dakkapellen met gebogen frontons en vleugelstukken                                  | Woonhuis                  | eerste kwart 19e eeuw                                  |                     | Nieuwstraat 11                          | 52° 1' 1" NB, 6° 8' 5" OL   | 13040  | Meer afbeeldingen                                                                                 |
| Boerderij met zadeldak en gepleisterde gevel                                                                                                   | Boerderij                 | eerste kwart 19e eeuw                                  |                     | Nieuwstraat 13                          | 52° 1' 2" NB, 6° 8' 4" OL   | 13041  | Meer afbeeldingen                                                                                 |
| Eenvoudig woonhuis zonder verdieping en met zadeldak, waarin dakvenster met gebogen fronton                                                    | Woonhuis                  | eerste kwart 19e eeuw                                  |                     | Nieuwstraat 15                          | 52° 1' 2" NB, 6° 8' 4" OL   | 13042  | Meer afbeeldingen                                                                                 |
| Pand, nog jong geheel | Woonhuis                  | ca. 1860                                               |                     | Ooipoort 15                             | 52° 0' 40" NB, 6° 8' 8" OL  | 13043  | Pand, nog jong geheel                                                                             |
| Huis met zadeldak tussen trapgevels met ezelsrugafdekkingen                                                                                    | Werk-woonhuis             | late middeleeuwen                                      |                     | Ooipoortstraat 15                       | 52° 0' 47" NB, 6° 8' 11" OL | 13044  | Meer afbeeldingen                                                                                 |
| Pand onder hoog schilddak en met eenvoudige lijstgevel van vroeg-19e-eeuws karakter                                                            | Woonhuis                  | vroeg 19e eeuw                                         |                     | Ooipoortstraat 14                       | 52° 0' 47" NB, 6° 8' 9" OL  | 13045  | Meer afbeeldingen                                                                                 |
| Herenhuis onder schilddak | Woonhuis                  | derde kwart 19e eeuw                                   |                     | Paardenmarkt 8                          | 52° 0' 57" NB, 6° 8' 11" OL | 13046  | Meer afbeeldingen                                                                                 |
| Huis met hoog schilddak, dat aan de achterzijde aansluit tegen een gotische puntgevel                                                          | Woonhuis                  |                                                        |                     | Paardenmarkt 10                         | 52° 0' 58" NB, 6° 8' 11" OL | 13047  | Meer afbeeldingen                                                                                 |
| Dwarshuis onder zadeldak tussen puntgevels | Woonhuis                  | 16e eeuw                                               |                     | Paardenmarkt 14                         | 52° 0' 59" NB, 6° 8' 10" OL | 13048  | Meer afbeeldingen                                                                                 |
| Dwarshuis van alleen begane-grond met hoog zadeldak tussen puntgevels met vlechtingen                                                          | Woonhuis                  | laatste helft 16e eeuw                                 |                     | Paardenmarkt 16                         | 52° 0' 59" NB, 6° 8' 9" OL  | 13049  | Meer afbeeldingen                                                                                 |
| Dwarshuis van alleen parterre onder schilddak                                                                                                  | Woonhuis                  |                                                        |                     | Paardenmarkt 22                         | 52° 0' 59" NB, 6° 8' 10" OL | 13050  | Meer afbeeldingen                                                                                 |
| Hoekpand Kerkstraat onder schilddak, dat aan de achterzijde wordt afgesloten door een trapgevel met ezelsrug                                   | Werk-woonhuis             | 16e eeuw                                               |                     | Roggestraat 1                           | 52° 0' 54" NB, 6° 8' 3" OL  | 13051  | Meer afbeeldingen                                                                                 |
| Sociëteit "De Harmonie" | Vergadering en vereniging | derde kwart 19e eeuw                                   |                     | Roggestraat 3                           | 52° 0' 53" NB, 6° 8' 3" OL  | 13052  | Meer afbeeldingen                                                                                 |
| Huis met aan de voorzijde een gecementeerde tuitgevel en aan de achterzijde gepleisterde puntgevel met muurankers                              | Woonhuis                  | 16e/18e eeuw                                           |                     | Roggestraat 5                           | 52° 0' 53" NB, 6° 8' 2" OL  | 13053  | Meer afbeeldingen                                                                                 |
| Pand met aan de achterzijde een gepleisterde gevel onder rechte lijst, dakkapel met fronton en muurankers                                      | Woonhuis                  | 16e eeuw                                               |                     | Roggestraat 7                           | 52° 0' 53" NB, 6° 8' 2" OL  | 13054  | Meer afbeeldingen                                                                                 |
| Pand onder dwars schilddak | Woonhuis                  | derde kwart 19e eeuw                                   |                     | Roggestraat 9                           | 52° 0' 53" NB, 6° 8' 1" OL  | 13055  | Pand onder dwars schilddak                                                                        |
| Pand vernieuwd hoog zadeldak met dakkapel | Woonhuis                  | 18e eeuw                                               |                     | Roggestraat 13                          | 52° 0' 53" NB, 6° 8' 1" OL  | 13056  | Meer afbeeldingen                                                                                 |
| Pand onder zadeldak tussen trapgevels met ezelsrugafdekkingen                                                                                  | Bijzondere woonvorm       | 16e eeuw                                               |                     | Roggestraat 15                          | 52° 0' 53" NB, 6° 8' 0" OL  | 13057  | Meer afbeeldingen                                                                                 |
| Breed pand met zadeldak tussen puntgevels | Bijzondere woonvorm       | mogelijk 16e eeuw                                      |                     | Roggestraat 17                          | 52° 0' 53" NB, 6° 7' 60" OL | 13058  | Breed pand met zadeldak tussen puntgevels                                                         |
| Pand onder oud schilddak en met gepleisterde gevel onder rechte lijst                                                                          | Woonhuis                  | eerste kwart 19e eeuw                                  |                     | Roggestraat 19                          | 52° 0' 53" NB, 6° 7' 59" OL | 13059  | Pand onder oud schilddak en met gepleisterde gevel onder rechte lijst                             |
| Stadhuis van Doesburg | Bestuursgebouw en onderdl | 15e eeuw                                               |                     | Roggestraat 2                           | 52° 0' 54" NB, 6° 8' 2" OL  | 13060  | Meer afbeeldingen                                                                                 |
| Pand met puntgevel met rollaag en geprofileerde natuurstenen topafdekking                                                                      | Woonhuis                  | 18e eeuw                                               |                     | Roggestraat 16                          | 52° 0' 53" NB, 6° 7' 59" OL | 13061  | Meer afbeeldingen                                                                                 |
| Pand met eenvoudige puntgevel van 18e-eeuws karakter                                                                                           | Woonhuis                  | 18e eeuw                                               |                     | Roggestraat 18                          | 52° 0' 53" NB, 6° 7' 58" OL | 13062  | Meer afbeeldingen                                                                                 |
| Hoekpand met schilddak en eenvoudige lijstgevels                                                                                               | Woonhuis                  | mogelijk 17e eeuw (oorsprong)                          |                     | Roggestraat 20                          | 52° 0' 53" NB, 6° 7' 58" OL | 13063  | Meer afbeeldingen                                                                                 |
| Hoekpand onder hoogschilddak | Woonhuis                  | mogelijk 16e eeuw                                      |                     | Veerpoortstraat 5                       | 52° 0' 52" NB, 6° 7' 59" OL | 13064  | Meer afbeeldingen                                                                                 |
| Pand met hoog schilddak en oorspronkelijke zij- en achtergevels                                                                                | Woonhuis                  | late middeleeuwen                                      |                     | Veerpoortstraat 11                      | 52° 0' 52" NB, 6° 7' 58" OL | 13065  | Meer afbeeldingen                                                                                 |
| Pand met gepleisterde gevel met gezwenkte contouren                                                                                            | Woonhuis                  | eerste helft 17e eeuw                                  |                     | Veerpoortstraat 19                      | 52° 0' 51" NB, 6° 7' 56" OL | 13066  | Meer afbeeldingen                                                                                 |
| Pand onder oud schilddak en met eenvoudige gevel onder oudere kroonlijst met triglyphen en metopen                                             | Woonhuis                  | 19e eeuw                                               |                     | Veerpoortstraat 21                      | 52° 0' 51" NB, 6° 7' 56" OL | 13067  | Meer afbeeldingen                                                                                 |
| Pand achter lijstgevel | Woonhuis                  | tweede kwart 18e eeuw                                  |                     | Veerpoortstraat 23                      | 52° 0' 51" NB, 6° 7' 56" OL | 13068  | Meer afbeeldingen                                                                                 |
| Gotisch huis | Woonhuis                  | eerste helft 19e eeuw                                  |                     | Veerpoortstraat 31                      | 52° 0' 51" NB, 6° 7' 54" OL | 13069  | Meer afbeeldingen                                                                                 |
| Langwerpig woonhuis onder schilddak | Woonhuis                  |                                                        |                     | Veerpoortstraat 18                      | 52° 0' 52" NB, 6° 7' 55" OL | 13070  | Meer afbeeldingen                                                                                 |
| Huis van parterre en verdieping met hoog zadeldak tussen puntgevels met vlechtingen                                                            | Woonhuis                  | 16e eeuw                                               |                     | Veerpoortstraat 20                      | 52° 0' 52" NB, 6° 7' 55" OL | 13071  | Meer afbeeldingen                                                                                 |
| Pand, waarvan de zijgevel met twee rijen korfboognissen en geprofileerd bakstenen waterlijsten bewaard is gebleven                             | Woonhuis                  | middeleeuwen                                           |                     | Veerpoortstraat 22                      | 52° 0' 52" NB, 6° 7' 55" OL | 13072  | Meer afbeeldingen                                                                                 |
| Pand onder schilddak en met gepleisterde lijstgevel                                                                                            | Woonhuis                  | eerste helft 19e eeuw ca. 1600 (achterzijde)           |                     | Veerpoortstraat 24                      | 52° 0' 52" NB, 6° 7' 54" OL | 13073  | Meer afbeeldingen                                                                                 |
| Pand met hoog schilddak en gepleisterde voorgevel van 19e-eeuws karakter.                                                                      | Woonhuis                  | 16e eeuw (oorsprong)                                   |                     | Veerpoortstraat 40                      | 52° 0' 51" NB, 6° 7' 52" OL | 13074  | Meer afbeeldingen                                                                                 |
| Hoekpand Korte Koepoortstraat. Herenhuis. Dwars schilddak en dakvenster met gebogen afdekking. Gesneden deur uit de bouwtijd                   | Woonhuis                  |                                                        |                     | Philip Gastelaarsstraat 21              | 52° 0' 57" NB, 6° 7' 59" OL | 13075  | Meer afbeeldingen                                                                                 |
| Retranchement van Doesburg | Omwalling                 | eerste kwart 18e eeuw                                  | Menno Coehoorn      | Vestingwerken ten oosten van N317       | 52° 1' 7" NB, 6° 8' 45" OL  | 13076  | Retranchement van Doesburg                                                                        |
| Retranchement van Doesburg | Omwalling                 | eerste kwart 18e eeuw                                  | Menno Coehoorn      | Vestingwerken ten oosten van de N317    | 52° 0' 58" NB, 6° 8' 54" OL | 13077  | Retranchement van Doesburg                                                                        |
| Retranchement van Doesburg | Omwalling                 | eerste kwart 18e eeuw                                  | Menno Coehoorn      | Vesting                                 | 52° 0' 38" NB, 6° 8' 55" OL | 13078  | Retranchement van Doesburg                                                                        |
| Retranchement van Doesburg | Omwalling                 | eerste kwart 18e eeuw                                  | Menno Coehoorn      | Vesting                                 | 52° 0' 35" NB, 6° 8' 8" OL  | 13079  | Retranchement van Doesburg                                                                        |
| Pand met T-vormige plattegrond | Industrie                 | vermoedelijk 17e eeuw                                  |                     | Herenstraat 19                          | 52° 0' 53" NB, 6° 8' 10" OL | 464751 | Meer afbeeldingen                                                                                 |
| Aanleg Alg. Begraafplaats | Begraafplaats en -onderdl | 1829                                                   |                     | Meipoortstraat 67                       | 52° 0' 53" NB, 6° 8' 22" OL | 513137 | Aanleg Alg. Begraafplaats                                                                         |
| Poortgebouw | Begraafplaats en -onderdl | 1829                                                   |                     | Meipoortstraat bij 67                   | 52° 0' 52" NB, 6° 8' 21" OL | 513138 | Poortgebouw                                                                                       |
| Graftombe De Gijselaar | Begraafplaats en -onderdl | 1872                                                   |                     | Meipoortstraat bij 67                   | 52° 0' 53" NB, 6° 8' 22" OL | 513139 | Meer afbeeldingen                                                                                 |
| Vrijstaande blok van twee herenhuizen | Woonhuis                  | 1862                                                   |                     | Burgemeester Flugi van Aspermontlaan 4a | 52° 1' 4" NB, 6° 7' 51" OL  | 513140 | Vrijstaande blok van twee herenhuizen                                                             |
| Dubbel herenhuis | Woonhuis                  | 1860-1870                                              |                     | Koepoortstraat 48                       | 52° 1' 0" NB, 6° 7' 58" OL  | 513141 | Meer afbeeldingen                                                                                 |
| Herenhuis in 1871 gebouwd vermoedelijk als dokterswoning voor dr                                                                               | Dienstwoning              | 1871                                                   |                     | Koepoortstraat 40                       | 52° 0' 59" NB, 6° 7' 60" OL | 513142 | Meer afbeeldingen                                                                                 |
| Woonhuizen ontstaan na samenvoeging van twee diepe huizen                                                                                      | Woonhuis                  | midden 19e eeuw                                        |                     | Koepoortstraat 34                       | 52° 0' 58" NB, 6° 8' 1" OL  | 513143 | Meer afbeeldingen                                                                                 |
| Eenlaags woonhuis met inrijpoort | Woonhuis                  | ca. 1887                                               |                     | Paardenmarkt 6                          | 52° 0' 57" NB, 6° 8' 11" OL | 513144 | Meer afbeeldingen                                                                                 |
| Zadelmakerij | Winkel                    | 17e eeuw (oorsprong) 1904 (verb.)                      |                     | Ooipoortstraat 3                        | 52° 0' 48" NB, 6° 8' 10" OL | 513145 | Meer afbeeldingen                                                                                 |
| Winkelwoonhuis met twee bouwlagen met beeldbepalende winkelpui                                                                                 | Winkel                    | 16e eeuw (oorsprong) 1875 (verb.)                      |                     | Meipoortstraat 22                       | 52° 0' 48" NB, 6° 8' 13" OL | 513146 | Winkelwoonhuis met twee bouwlagen met beeldbepalende winkelpui                                    |
| Tweebeukig dwars winkel-woonhuis | Werk-woonhuis             | middeleeuwen (oorsprong)                               |                     | Gasthuisstraat 14                       | 52° 0' 54" NB, 6° 8' 7" OL  | 513147 | Meer afbeeldingen                                                                                 |
| Tweebeukig dwars winkel-woonhuis | Werk-woonhuis             | middeleeuwen (oorsprong)                               |                     | Ooipoortstraat 58                       | 52° 0' 42" NB, 6° 8' 11" OL | 513148 | Meer afbeeldingen                                                                                 |
| Exercitieloods | Militair verblijfsgebouw  | 1910-1920                                              |                     | Barend Ubbinkweg 9                      | 52° 0' 32" NB, 6° 7' 58" OL | 513149 | Meer afbeeldingen                                                                                 |
| Stoomkoffiebranderij | Industrie                 | 1910                                                   |                     | Heiligegeeststeeg 4                     | 52° 0' 58" NB, 6° 7' 57" OL | 513194 | Stoomkoffiebranderij                                                                              |

Aalten ·
Apeldoorn ·
Arnhem ·
Barneveld ·
Berg en Dal ·
Berkelland ·
Beuningen ·
Bronckhorst ·
Brummen ·
Buren ·
Culemborg ·
Doesburg ·
Doetinchem ·
Druten ·
Duiven ·
Ede ·
Elburg ·
Epe ·
Ermelo ·
Harderwijk ·
Hattem ·
Heerde ·
Heumen ·
Lingewaard ·
Lochem ·
Maasdriel ·
Montferland ·
Neder-Betuwe ·
Nijkerk ·
Nijmegen ·
Nunspeet ·
Oldebroek ·
Oost Gelre ·
Oude IJsselstreek ·
Overbetuwe ·
Putten ·
Renkum ·
Rheden ·
Rozendaal ·
Scherpenzeel ·
Tiel ·
Voorst ·
Wageningen ·
West Betuwe ·
West Maas en Waal ·
Westervoort ·
Wijchen ·
Winterswijk ·
Zaltbommel ·
Zevenaar ·
Zutphen